# 219. strelska divizija (ZSSR)
219. strelska divizija (izvirno rusko 219. стрелковая дивизия; kratica 219. SD) je bila strelska divizija Rdeče armade v času druge svetovne vojne.

## Zgodovina
Divizija je bila ustanovljena maja 1942 v Kirsanovu.